# Хуме тема (Юма тема)
Те́ма Г'юма — тема у шаховій композиції. Суть теми — гра повної чорної пів-зв'язки з розв'язуванням білої (білих) фігур.

## Історія

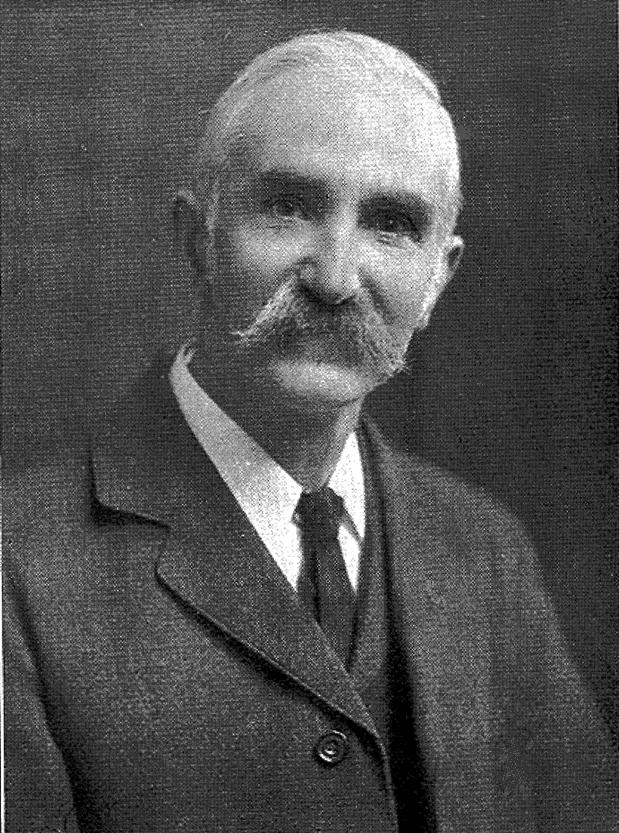
Джордж Г'юм

Цю ідею запропонував англійський шаховий композитор Джордж Г'юм (16.12.1862 — 14.01.1936) на початку ХХ століття.
Для вираження ідеї використовується механізм повної чорної пів-зв'язки. В рішенні чорні своїм ходом руйнують пів-зв'язку своїх фігур, рятуючись від загрози, але при цьому зв'язується одна із чорних фігур і непрямо (опосередкована) розв'язується біла фігура. Ці послаблення позиції чорних використовують білі для оголошення мату чорному королю.
Ідея дістала назву — тема Г'юма. Існує анти-форма теми Г'юма.
|   | a | b | c | d | e | f | g | h |   |
| 8 | e8 біла тура · f8 чорний ферзь · a7 білий король · d7 біла тура · e7 чорна тура · f7 чорний пішак · a6 чорний пішак · c6 білий пішак · d6 чорний пішак · e6 чорний король · f6 чорний пішак · a5 чорна тура · d5 чорний кінь · f5 чорний пішак · g5 білий слон · b4 чорний пішак · c4 чорний кінь · d4 білий ферзь · f4 білий пішак · g4 білий пішак · b3 білий слон · c3 чорний пішак · f3 білий кінь · e2 білий кінь · g1 чорний слон | e8 біла тура · f8 чорний ферзь · a7 білий король · d7 біла тура · e7 чорна тура · f7 чорний пішак · a6 чорний пішак · c6 білий пішак · d6 чорний пішак · e6 чорний король · f6 чорний пішак · a5 чорна тура · d5 чорний кінь · f5 чорний пішак · g5 білий слон · b4 чорний пішак · c4 чорний кінь · d4 білий ферзь · f4 білий пішак · g4 білий пішак · b3 білий слон · c3 чорний пішак · f3 білий кінь · e2 білий кінь · g1 чорний слон | e8 біла тура · f8 чорний ферзь · a7 білий король · d7 біла тура · e7 чорна тура · f7 чорний пішак · a6 чорний пішак · c6 білий пішак · d6 чорний пішак · e6 чорний король · f6 чорний пішак · a5 чорна тура · d5 чорний кінь · f5 чорний пішак · g5 білий слон · b4 чорний пішак · c4 чорний кінь · d4 білий ферзь · f4 білий пішак · g4 білий пішак · b3 білий слон · c3 чорний пішак · f3 білий кінь · e2 білий кінь · g1 чорний слон | e8 біла тура · f8 чорний ферзь · a7 білий король · d7 біла тура · e7 чорна тура · f7 чорний пішак · a6 чорний пішак · c6 білий пішак · d6 чорний пішак · e6 чорний король · f6 чорний пішак · a5 чорна тура · d5 чорний кінь · f5 чорний пішак · g5 білий слон · b4 чорний пішак · c4 чорний кінь · d4 білий ферзь · f4 білий пішак · g4 білий пішак · b3 білий слон · c3 чорний пішак · f3 білий кінь · e2 білий кінь · g1 чорний слон | e8 біла тура · f8 чорний ферзь · a7 білий король · d7 біла тура · e7 чорна тура · f7 чорний пішак · a6 чорний пішак · c6 білий пішак · d6 чорний пішак · e6 чорний король · f6 чорний пішак · a5 чорна тура · d5 чорний кінь · f5 чорний пішак · g5 білий слон · b4 чорний пішак · c4 чорний кінь · d4 білий ферзь · f4 білий пішак · g4 білий пішак · b3 білий слон · c3 чорний пішак · f3 білий кінь · e2 білий кінь · g1 чорний слон | e8 біла тура · f8 чорний ферзь · a7 білий король · d7 біла тура · e7 чорна тура · f7 чорний пішак · a6 чорний пішак · c6 білий пішак · d6 чорний пішак · e6 чорний король · f6 чорний пішак · a5 чорна тура · d5 чорний кінь · f5 чорний пішак · g5 білий слон · b4 чорний пішак · c4 чорний кінь · d4 білий ферзь · f4 білий пішак · g4 білий пішак · b3 білий слон · c3 чорний пішак · f3 білий кінь · e2 білий кінь · g1 чорний слон | e8 біла тура · f8 чорний ферзь · a7 білий король · d7 біла тура · e7 чорна тура · f7 чорний пішак · a6 чорний пішак · c6 білий пішак · d6 чорний пішак · e6 чорний король · f6 чорний пішак · a5 чорна тура · d5 чорний кінь · f5 чорний пішак · g5 білий слон · b4 чорний пішак · c4 чорний кінь · d4 білий ферзь · f4 білий пішак · g4 білий пішак · b3 білий слон · c3 чорний пішак · f3 білий кінь · e2 білий кінь · g1 чорний слон | e8 біла тура · f8 чорний ферзь · a7 білий король · d7 біла тура · e7 чорна тура · f7 чорний пішак · a6 чорний пішак · c6 білий пішак · d6 чорний пішак · e6 чорний король · f6 чорний пішак · a5 чорна тура · d5 чорний кінь · f5 чорний пішак · g5 білий слон · b4 чорний пішак · c4 чорний кінь · d4 білий ферзь · f4 білий пішак · g4 білий пішак · b3 білий слон · c3 чорний пішак · f3 білий кінь · e2 білий кінь · g1 чорний слон | 8 |
| 7 | e8 біла тура · f8 чорний ферзь · a7 білий король · d7 біла тура · e7 чорна тура · f7 чорний пішак · a6 чорний пішак · c6 білий пішак · d6 чорний пішак · e6 чорний король · f6 чорний пішак · a5 чорна тура · d5 чорний кінь · f5 чорний пішак · g5 білий слон · b4 чорний пішак · c4 чорний кінь · d4 білий ферзь · f4 білий пішак · g4 білий пішак · b3 білий слон · c3 чорний пішак · f3 білий кінь · e2 білий кінь · g1 чорний слон | e8 біла тура · f8 чорний ферзь · a7 білий король · d7 біла тура · e7 чорна тура · f7 чорний пішак · a6 чорний пішак · c6 білий пішак · d6 чорний пішак · e6 чорний король · f6 чорний пішак · a5 чорна тура · d5 чорний кінь · f5 чорний пішак · g5 білий слон · b4 чорний пішак · c4 чорний кінь · d4 білий ферзь · f4 білий пішак · g4 білий пішак · b3 білий слон · c3 чорний пішак · f3 білий кінь · e2 білий кінь · g1 чорний слон | e8 біла тура · f8 чорний ферзь · a7 білий король · d7 біла тура · e7 чорна тура · f7 чорний пішак · a6 чорний пішак · c6 білий пішак · d6 чорний пішак · e6 чорний король · f6 чорний пішак · a5 чорна тура · d5 чорний кінь · f5 чорний пішак · g5 білий слон · b4 чорний пішак · c4 чорний кінь · d4 білий ферзь · f4 білий пішак · g4 білий пішак · b3 білий слон · c3 чорний пішак · f3 білий кінь · e2 білий кінь · g1 чорний слон | e8 біла тура · f8 чорний ферзь · a7 білий король · d7 біла тура · e7 чорна тура · f7 чорний пішак · a6 чорний пішак · c6 білий пішак · d6 чорний пішак · e6 чорний король · f6 чорний пішак · a5 чорна тура · d5 чорний кінь · f5 чорний пішак · g5 білий слон · b4 чорний пішак · c4 чорний кінь · d4 білий ферзь · f4 білий пішак · g4 білий пішак · b3 білий слон · c3 чорний пішак · f3 білий кінь · e2 білий кінь · g1 чорний слон | e8 біла тура · f8 чорний ферзь · a7 білий король · d7 біла тура · e7 чорна тура · f7 чорний пішак · a6 чорний пішак · c6 білий пішак · d6 чорний пішак · e6 чорний король · f6 чорний пішак · a5 чорна тура · d5 чорний кінь · f5 чорний пішак · g5 білий слон · b4 чорний пішак · c4 чорний кінь · d4 білий ферзь · f4 білий пішак · g4 білий пішак · b3 білий слон · c3 чорний пішак · f3 білий кінь · e2 білий кінь · g1 чорний слон | e8 біла тура · f8 чорний ферзь · a7 білий король · d7 біла тура · e7 чорна тура · f7 чорний пішак · a6 чорний пішак · c6 білий пішак · d6 чорний пішак · e6 чорний король · f6 чорний пішак · a5 чорна тура · d5 чорний кінь · f5 чорний пішак · g5 білий слон · b4 чорний пішак · c4 чорний кінь · d4 білий ферзь · f4 білий пішак · g4 білий пішак · b3 білий слон · c3 чорний пішак · f3 білий кінь · e2 білий кінь · g1 чорний слон | e8 біла тура · f8 чорний ферзь · a7 білий король · d7 біла тура · e7 чорна тура · f7 чорний пішак · a6 чорний пішак · c6 білий пішак · d6 чорний пішак · e6 чорний король · f6 чорний пішак · a5 чорна тура · d5 чорний кінь · f5 чорний пішак · g5 білий слон · b4 чорний пішак · c4 чорний кінь · d4 білий ферзь · f4 білий пішак · g4 білий пішак · b3 білий слон · c3 чорний пішак · f3 білий кінь · e2 білий кінь · g1 чорний слон | e8 біла тура · f8 чорний ферзь · a7 білий король · d7 біла тура · e7 чорна тура · f7 чорний пішак · a6 чорний пішак · c6 білий пішак · d6 чорний пішак · e6 чорний король · f6 чорний пішак · a5 чорна тура · d5 чорний кінь · f5 чорний пішак · g5 білий слон · b4 чорний пішак · c4 чорний кінь · d4 білий ферзь · f4 білий пішак · g4 білий пішак · b3 білий слон · c3 чорний пішак · f3 білий кінь · e2 білий кінь · g1 чорний слон | 7 |
| 6 | e8 біла тура · f8 чорний ферзь · a7 білий король · d7 біла тура · e7 чорна тура · f7 чорний пішак · a6 чорний пішак · c6 білий пішак · d6 чорний пішак · e6 чорний король · f6 чорний пішак · a5 чорна тура · d5 чорний кінь · f5 чорний пішак · g5 білий слон · b4 чорний пішак · c4 чорний кінь · d4 білий ферзь · f4 білий пішак · g4 білий пішак · b3 білий слон · c3 чорний пішак · f3 білий кінь · e2 білий кінь · g1 чорний слон | e8 біла тура · f8 чорний ферзь · a7 білий король · d7 біла тура · e7 чорна тура · f7 чорний пішак · a6 чорний пішак · c6 білий пішак · d6 чорний пішак · e6 чорний король · f6 чорний пішак · a5 чорна тура · d5 чорний кінь · f5 чорний пішак · g5 білий слон · b4 чорний пішак · c4 чорний кінь · d4 білий ферзь · f4 білий пішак · g4 білий пішак · b3 білий слон · c3 чорний пішак · f3 білий кінь · e2 білий кінь · g1 чорний слон | e8 біла тура · f8 чорний ферзь · a7 білий король · d7 біла тура · e7 чорна тура · f7 чорний пішак · a6 чорний пішак · c6 білий пішак · d6 чорний пішак · e6 чорний король · f6 чорний пішак · a5 чорна тура · d5 чорний кінь · f5 чорний пішак · g5 білий слон · b4 чорний пішак · c4 чорний кінь · d4 білий ферзь · f4 білий пішак · g4 білий пішак · b3 білий слон · c3 чорний пішак · f3 білий кінь · e2 білий кінь · g1 чорний слон | e8 біла тура · f8 чорний ферзь · a7 білий король · d7 біла тура · e7 чорна тура · f7 чорний пішак · a6 чорний пішак · c6 білий пішак · d6 чорний пішак · e6 чорний король · f6 чорний пішак · a5 чорна тура · d5 чорний кінь · f5 чорний пішак · g5 білий слон · b4 чорний пішак · c4 чорний кінь · d4 білий ферзь · f4 білий пішак · g4 білий пішак · b3 білий слон · c3 чорний пішак · f3 білий кінь · e2 білий кінь · g1 чорний слон | e8 біла тура · f8 чорний ферзь · a7 білий король · d7 біла тура · e7 чорна тура · f7 чорний пішак · a6 чорний пішак · c6 білий пішак · d6 чорний пішак · e6 чорний король · f6 чорний пішак · a5 чорна тура · d5 чорний кінь · f5 чорний пішак · g5 білий слон · b4 чорний пішак · c4 чорний кінь · d4 білий ферзь · f4 білий пішак · g4 білий пішак · b3 білий слон · c3 чорний пішак · f3 білий кінь · e2 білий кінь · g1 чорний слон | e8 біла тура · f8 чорний ферзь · a7 білий король · d7 біла тура · e7 чорна тура · f7 чорний пішак · a6 чорний пішак · c6 білий пішак · d6 чорний пішак · e6 чорний король · f6 чорний пішак · a5 чорна тура · d5 чорний кінь · f5 чорний пішак · g5 білий слон · b4 чорний пішак · c4 чорний кінь · d4 білий ферзь · f4 білий пішак · g4 білий пішак · b3 білий слон · c3 чорний пішак · f3 білий кінь · e2 білий кінь · g1 чорний слон | e8 біла тура · f8 чорний ферзь · a7 білий король · d7 біла тура · e7 чорна тура · f7 чорний пішак · a6 чорний пішак · c6 білий пішак · d6 чорний пішак · e6 чорний король · f6 чорний пішак · a5 чорна тура · d5 чорний кінь · f5 чорний пішак · g5 білий слон · b4 чорний пішак · c4 чорний кінь · d4 білий ферзь · f4 білий пішак · g4 білий пішак · b3 білий слон · c3 чорний пішак · f3 білий кінь · e2 білий кінь · g1 чорний слон | e8 біла тура · f8 чорний ферзь · a7 білий король · d7 біла тура · e7 чорна тура · f7 чорний пішак · a6 чорний пішак · c6 білий пішак · d6 чорний пішак · e6 чорний король · f6 чорний пішак · a5 чорна тура · d5 чорний кінь · f5 чорний пішак · g5 білий слон · b4 чорний пішак · c4 чорний кінь · d4 білий ферзь · f4 білий пішак · g4 білий пішак · b3 білий слон · c3 чорний пішак · f3 білий кінь · e2 білий кінь · g1 чорний слон | 6 |
| 5 | e8 біла тура · f8 чорний ферзь · a7 білий король · d7 біла тура · e7 чорна тура · f7 чорний пішак · a6 чорний пішак · c6 білий пішак · d6 чорний пішак · e6 чорний король · f6 чорний пішак · a5 чорна тура · d5 чорний кінь · f5 чорний пішак · g5 білий слон · b4 чорний пішак · c4 чорний кінь · d4 білий ферзь · f4 білий пішак · g4 білий пішак · b3 білий слон · c3 чорний пішак · f3 білий кінь · e2 білий кінь · g1 чорний слон | e8 біла тура · f8 чорний ферзь · a7 білий король · d7 біла тура · e7 чорна тура · f7 чорний пішак · a6 чорний пішак · c6 білий пішак · d6 чорний пішак · e6 чорний король · f6 чорний пішак · a5 чорна тура · d5 чорний кінь · f5 чорний пішак · g5 білий слон · b4 чорний пішак · c4 чорний кінь · d4 білий ферзь · f4 білий пішак · g4 білий пішак · b3 білий слон · c3 чорний пішак · f3 білий кінь · e2 білий кінь · g1 чорний слон | e8 біла тура · f8 чорний ферзь · a7 білий король · d7 біла тура · e7 чорна тура · f7 чорний пішак · a6 чорний пішак · c6 білий пішак · d6 чорний пішак · e6 чорний король · f6 чорний пішак · a5 чорна тура · d5 чорний кінь · f5 чорний пішак · g5 білий слон · b4 чорний пішак · c4 чорний кінь · d4 білий ферзь · f4 білий пішак · g4 білий пішак · b3 білий слон · c3 чорний пішак · f3 білий кінь · e2 білий кінь · g1 чорний слон | e8 біла тура · f8 чорний ферзь · a7 білий король · d7 біла тура · e7 чорна тура · f7 чорний пішак · a6 чорний пішак · c6 білий пішак · d6 чорний пішак · e6 чорний король · f6 чорний пішак · a5 чорна тура · d5 чорний кінь · f5 чорний пішак · g5 білий слон · b4 чорний пішак · c4 чорний кінь · d4 білий ферзь · f4 білий пішак · g4 білий пішак · b3 білий слон · c3 чорний пішак · f3 білий кінь · e2 білий кінь · g1 чорний слон | e8 біла тура · f8 чорний ферзь · a7 білий король · d7 біла тура · e7 чорна тура · f7 чорний пішак · a6 чорний пішак · c6 білий пішак · d6 чорний пішак · e6 чорний король · f6 чорний пішак · a5 чорна тура · d5 чорний кінь · f5 чорний пішак · g5 білий слон · b4 чорний пішак · c4 чорний кінь · d4 білий ферзь · f4 білий пішак · g4 білий пішак · b3 білий слон · c3 чорний пішак · f3 білий кінь · e2 білий кінь · g1 чорний слон | e8 біла тура · f8 чорний ферзь · a7 білий король · d7 біла тура · e7 чорна тура · f7 чорний пішак · a6 чорний пішак · c6 білий пішак · d6 чорний пішак · e6 чорний король · f6 чорний пішак · a5 чорна тура · d5 чорний кінь · f5 чорний пішак · g5 білий слон · b4 чорний пішак · c4 чорний кінь · d4 білий ферзь · f4 білий пішак · g4 білий пішак · b3 білий слон · c3 чорний пішак · f3 білий кінь · e2 білий кінь · g1 чорний слон | e8 біла тура · f8 чорний ферзь · a7 білий король · d7 біла тура · e7 чорна тура · f7 чорний пішак · a6 чорний пішак · c6 білий пішак · d6 чорний пішак · e6 чорний король · f6 чорний пішак · a5 чорна тура · d5 чорний кінь · f5 чорний пішак · g5 білий слон · b4 чорний пішак · c4 чорний кінь · d4 білий ферзь · f4 білий пішак · g4 білий пішак · b3 білий слон · c3 чорний пішак · f3 білий кінь · e2 білий кінь · g1 чорний слон | e8 біла тура · f8 чорний ферзь · a7 білий король · d7 біла тура · e7 чорна тура · f7 чорний пішак · a6 чорний пішак · c6 білий пішак · d6 чорний пішак · e6 чорний король · f6 чорний пішак · a5 чорна тура · d5 чорний кінь · f5 чорний пішак · g5 білий слон · b4 чорний пішак · c4 чорний кінь · d4 білий ферзь · f4 білий пішак · g4 білий пішак · b3 білий слон · c3 чорний пішак · f3 білий кінь · e2 білий кінь · g1 чорний слон | 5 |
| 4 | e8 біла тура · f8 чорний ферзь · a7 білий король · d7 біла тура · e7 чорна тура · f7 чорний пішак · a6 чорний пішак · c6 білий пішак · d6 чорний пішак · e6 чорний король · f6 чорний пішак · a5 чорна тура · d5 чорний кінь · f5 чорний пішак · g5 білий слон · b4 чорний пішак · c4 чорний кінь · d4 білий ферзь · f4 білий пішак · g4 білий пішак · b3 білий слон · c3 чорний пішак · f3 білий кінь · e2 білий кінь · g1 чорний слон | e8 біла тура · f8 чорний ферзь · a7 білий король · d7 біла тура · e7 чорна тура · f7 чорний пішак · a6 чорний пішак · c6 білий пішак · d6 чорний пішак · e6 чорний король · f6 чорний пішак · a5 чорна тура · d5 чорний кінь · f5 чорний пішак · g5 білий слон · b4 чорний пішак · c4 чорний кінь · d4 білий ферзь · f4 білий пішак · g4 білий пішак · b3 білий слон · c3 чорний пішак · f3 білий кінь · e2 білий кінь · g1 чорний слон | e8 біла тура · f8 чорний ферзь · a7 білий король · d7 біла тура · e7 чорна тура · f7 чорний пішак · a6 чорний пішак · c6 білий пішак · d6 чорний пішак · e6 чорний король · f6 чорний пішак · a5 чорна тура · d5 чорний кінь · f5 чорний пішак · g5 білий слон · b4 чорний пішак · c4 чорний кінь · d4 білий ферзь · f4 білий пішак · g4 білий пішак · b3 білий слон · c3 чорний пішак · f3 білий кінь · e2 білий кінь · g1 чорний слон | e8 біла тура · f8 чорний ферзь · a7 білий король · d7 біла тура · e7 чорна тура · f7 чорний пішак · a6 чорний пішак · c6 білий пішак · d6 чорний пішак · e6 чорний король · f6 чорний пішак · a5 чорна тура · d5 чорний кінь · f5 чорний пішак · g5 білий слон · b4 чорний пішак · c4 чорний кінь · d4 білий ферзь · f4 білий пішак · g4 білий пішак · b3 білий слон · c3 чорний пішак · f3 білий кінь · e2 білий кінь · g1 чорний слон | e8 біла тура · f8 чорний ферзь · a7 білий король · d7 біла тура · e7 чорна тура · f7 чорний пішак · a6 чорний пішак · c6 білий пішак · d6 чорний пішак · e6 чорний король · f6 чорний пішак · a5 чорна тура · d5 чорний кінь · f5 чорний пішак · g5 білий слон · b4 чорний пішак · c4 чорний кінь · d4 білий ферзь · f4 білий пішак · g4 білий пішак · b3 білий слон · c3 чорний пішак · f3 білий кінь · e2 білий кінь · g1 чорний слон | e8 біла тура · f8 чорний ферзь · a7 білий король · d7 біла тура · e7 чорна тура · f7 чорний пішак · a6 чорний пішак · c6 білий пішак · d6 чорний пішак · e6 чорний король · f6 чорний пішак · a5 чорна тура · d5 чорний кінь · f5 чорний пішак · g5 білий слон · b4 чорний пішак · c4 чорний кінь · d4 білий ферзь · f4 білий пішак · g4 білий пішак · b3 білий слон · c3 чорний пішак · f3 білий кінь · e2 білий кінь · g1 чорний слон | e8 біла тура · f8 чорний ферзь · a7 білий король · d7 біла тура · e7 чорна тура · f7 чорний пішак · a6 чорний пішак · c6 білий пішак · d6 чорний пішак · e6 чорний король · f6 чорний пішак · a5 чорна тура · d5 чорний кінь · f5 чорний пішак · g5 білий слон · b4 чорний пішак · c4 чорний кінь · d4 білий ферзь · f4 білий пішак · g4 білий пішак · b3 білий слон · c3 чорний пішак · f3 білий кінь · e2 білий кінь · g1 чорний слон | e8 біла тура · f8 чорний ферзь · a7 білий король · d7 біла тура · e7 чорна тура · f7 чорний пішак · a6 чорний пішак · c6 білий пішак · d6 чорний пішак · e6 чорний король · f6 чорний пішак · a5 чорна тура · d5 чорний кінь · f5 чорний пішак · g5 білий слон · b4 чорний пішак · c4 чорний кінь · d4 білий ферзь · f4 білий пішак · g4 білий пішак · b3 білий слон · c3 чорний пішак · f3 білий кінь · e2 білий кінь · g1 чорний слон | 4 |
| 3 | e8 біла тура · f8 чорний ферзь · a7 білий король · d7 біла тура · e7 чорна тура · f7 чорний пішак · a6 чорний пішак · c6 білий пішак · d6 чорний пішак · e6 чорний король · f6 чорний пішак · a5 чорна тура · d5 чорний кінь · f5 чорний пішак · g5 білий слон · b4 чорний пішак · c4 чорний кінь · d4 білий ферзь · f4 білий пішак · g4 білий пішак · b3 білий слон · c3 чорний пішак · f3 білий кінь · e2 білий кінь · g1 чорний слон | e8 біла тура · f8 чорний ферзь · a7 білий король · d7 біла тура · e7 чорна тура · f7 чорний пішак · a6 чорний пішак · c6 білий пішак · d6 чорний пішак · e6 чорний король · f6 чорний пішак · a5 чорна тура · d5 чорний кінь · f5 чорний пішак · g5 білий слон · b4 чорний пішак · c4 чорний кінь · d4 білий ферзь · f4 білий пішак · g4 білий пішак · b3 білий слон · c3 чорний пішак · f3 білий кінь · e2 білий кінь · g1 чорний слон | e8 біла тура · f8 чорний ферзь · a7 білий король · d7 біла тура · e7 чорна тура · f7 чорний пішак · a6 чорний пішак · c6 білий пішак · d6 чорний пішак · e6 чорний король · f6 чорний пішак · a5 чорна тура · d5 чорний кінь · f5 чорний пішак · g5 білий слон · b4 чорний пішак · c4 чорний кінь · d4 білий ферзь · f4 білий пішак · g4 білий пішак · b3 білий слон · c3 чорний пішак · f3 білий кінь · e2 білий кінь · g1 чорний слон | e8 біла тура · f8 чорний ферзь · a7 білий король · d7 біла тура · e7 чорна тура · f7 чорний пішак · a6 чорний пішак · c6 білий пішак · d6 чорний пішак · e6 чорний король · f6 чорний пішак · a5 чорна тура · d5 чорний кінь · f5 чорний пішак · g5 білий слон · b4 чорний пішак · c4 чорний кінь · d4 білий ферзь · f4 білий пішак · g4 білий пішак · b3 білий слон · c3 чорний пішак · f3 білий кінь · e2 білий кінь · g1 чорний слон | e8 біла тура · f8 чорний ферзь · a7 білий король · d7 біла тура · e7 чорна тура · f7 чорний пішак · a6 чорний пішак · c6 білий пішак · d6 чорний пішак · e6 чорний король · f6 чорний пішак · a5 чорна тура · d5 чорний кінь · f5 чорний пішак · g5 білий слон · b4 чорний пішак · c4 чорний кінь · d4 білий ферзь · f4 білий пішак · g4 білий пішак · b3 білий слон · c3 чорний пішак · f3 білий кінь · e2 білий кінь · g1 чорний слон | e8 біла тура · f8 чорний ферзь · a7 білий король · d7 біла тура · e7 чорна тура · f7 чорний пішак · a6 чорний пішак · c6 білий пішак · d6 чорний пішак · e6 чорний король · f6 чорний пішак · a5 чорна тура · d5 чорний кінь · f5 чорний пішак · g5 білий слон · b4 чорний пішак · c4 чорний кінь · d4 білий ферзь · f4 білий пішак · g4 білий пішак · b3 білий слон · c3 чорний пішак · f3 білий кінь · e2 білий кінь · g1 чорний слон | e8 біла тура · f8 чорний ферзь · a7 білий король · d7 біла тура · e7 чорна тура · f7 чорний пішак · a6 чорний пішак · c6 білий пішак · d6 чорний пішак · e6 чорний король · f6 чорний пішак · a5 чорна тура · d5 чорний кінь · f5 чорний пішак · g5 білий слон · b4 чорний пішак · c4 чорний кінь · d4 білий ферзь · f4 білий пішак · g4 білий пішак · b3 білий слон · c3 чорний пішак · f3 білий кінь · e2 білий кінь · g1 чорний слон | e8 біла тура · f8 чорний ферзь · a7 білий король · d7 біла тура · e7 чорна тура · f7 чорний пішак · a6 чорний пішак · c6 білий пішак · d6 чорний пішак · e6 чорний король · f6 чорний пішак · a5 чорна тура · d5 чорний кінь · f5 чорний пішак · g5 білий слон · b4 чорний пішак · c4 чорний кінь · d4 білий ферзь · f4 білий пішак · g4 білий пішак · b3 білий слон · c3 чорний пішак · f3 білий кінь · e2 білий кінь · g1 чорний слон | 3 |
| 2 | e8 біла тура · f8 чорний ферзь · a7 білий король · d7 біла тура · e7 чорна тура · f7 чорний пішак · a6 чорний пішак · c6 білий пішак · d6 чорний пішак · e6 чорний король · f6 чорний пішак · a5 чорна тура · d5 чорний кінь · f5 чорний пішак · g5 білий слон · b4 чорний пішак · c4 чорний кінь · d4 білий ферзь · f4 білий пішак · g4 білий пішак · b3 білий слон · c3 чорний пішак · f3 білий кінь · e2 білий кінь · g1 чорний слон | e8 біла тура · f8 чорний ферзь · a7 білий король · d7 біла тура · e7 чорна тура · f7 чорний пішак · a6 чорний пішак · c6 білий пішак · d6 чорний пішак · e6 чорний король · f6 чорний пішак · a5 чорна тура · d5 чорний кінь · f5 чорний пішак · g5 білий слон · b4 чорний пішак · c4 чорний кінь · d4 білий ферзь · f4 білий пішак · g4 білий пішак · b3 білий слон · c3 чорний пішак · f3 білий кінь · e2 білий кінь · g1 чорний слон | e8 біла тура · f8 чорний ферзь · a7 білий король · d7 біла тура · e7 чорна тура · f7 чорний пішак · a6 чорний пішак · c6 білий пішак · d6 чорний пішак · e6 чорний король · f6 чорний пішак · a5 чорна тура · d5 чорний кінь · f5 чорний пішак · g5 білий слон · b4 чорний пішак · c4 чорний кінь · d4 білий ферзь · f4 білий пішак · g4 білий пішак · b3 білий слон · c3 чорний пішак · f3 білий кінь · e2 білий кінь · g1 чорний слон | e8 біла тура · f8 чорний ферзь · a7 білий король · d7 біла тура · e7 чорна тура · f7 чорний пішак · a6 чорний пішак · c6 білий пішак · d6 чорний пішак · e6 чорний король · f6 чорний пішак · a5 чорна тура · d5 чорний кінь · f5 чорний пішак · g5 білий слон · b4 чорний пішак · c4 чорний кінь · d4 білий ферзь · f4 білий пішак · g4 білий пішак · b3 білий слон · c3 чорний пішак · f3 білий кінь · e2 білий кінь · g1 чорний слон | e8 біла тура · f8 чорний ферзь · a7 білий король · d7 біла тура · e7 чорна тура · f7 чорний пішак · a6 чорний пішак · c6 білий пішак · d6 чорний пішак · e6 чорний король · f6 чорний пішак · a5 чорна тура · d5 чорний кінь · f5 чорний пішак · g5 білий слон · b4 чорний пішак · c4 чорний кінь · d4 білий ферзь · f4 білий пішак · g4 білий пішак · b3 білий слон · c3 чорний пішак · f3 білий кінь · e2 білий кінь · g1 чорний слон | e8 біла тура · f8 чорний ферзь · a7 білий король · d7 біла тура · e7 чорна тура · f7 чорний пішак · a6 чорний пішак · c6 білий пішак · d6 чорний пішак · e6 чорний король · f6 чорний пішак · a5 чорна тура · d5 чорний кінь · f5 чорний пішак · g5 білий слон · b4 чорний пішак · c4 чорний кінь · d4 білий ферзь · f4 білий пішак · g4 білий пішак · b3 білий слон · c3 чорний пішак · f3 білий кінь · e2 білий кінь · g1 чорний слон | e8 біла тура · f8 чорний ферзь · a7 білий король · d7 біла тура · e7 чорна тура · f7 чорний пішак · a6 чорний пішак · c6 білий пішак · d6 чорний пішак · e6 чорний король · f6 чорний пішак · a5 чорна тура · d5 чорний кінь · f5 чорний пішак · g5 білий слон · b4 чорний пішак · c4 чорний кінь · d4 білий ферзь · f4 білий пішак · g4 білий пішак · b3 білий слон · c3 чорний пішак · f3 білий кінь · e2 білий кінь · g1 чорний слон | e8 біла тура · f8 чорний ферзь · a7 білий король · d7 біла тура · e7 чорна тура · f7 чорний пішак · a6 чорний пішак · c6 білий пішак · d6 чорний пішак · e6 чорний король · f6 чорний пішак · a5 чорна тура · d5 чорний кінь · f5 чорний пішак · g5 білий слон · b4 чорний пішак · c4 чорний кінь · d4 білий ферзь · f4 білий пішак · g4 білий пішак · b3 білий слон · c3 чорний пішак · f3 білий кінь · e2 білий кінь · g1 чорний слон | 2 |
| 1 | e8 біла тура · f8 чорний ферзь · a7 білий король · d7 біла тура · e7 чорна тура · f7 чорний пішак · a6 чорний пішак · c6 білий пішак · d6 чорний пішак · e6 чорний король · f6 чорний пішак · a5 чорна тура · d5 чорний кінь · f5 чорний пішак · g5 білий слон · b4 чорний пішак · c4 чорний кінь · d4 білий ферзь · f4 білий пішак · g4 білий пішак · b3 білий слон · c3 чорний пішак · f3 білий кінь · e2 білий кінь · g1 чорний слон | e8 біла тура · f8 чорний ферзь · a7 білий король · d7 біла тура · e7 чорна тура · f7 чорний пішак · a6 чорний пішак · c6 білий пішак · d6 чорний пішак · e6 чорний король · f6 чорний пішак · a5 чорна тура · d5 чорний кінь · f5 чорний пішак · g5 білий слон · b4 чорний пішак · c4 чорний кінь · d4 білий ферзь · f4 білий пішак · g4 білий пішак · b3 білий слон · c3 чорний пішак · f3 білий кінь · e2 білий кінь · g1 чорний слон | e8 біла тура · f8 чорний ферзь · a7 білий король · d7 біла тура · e7 чорна тура · f7 чорний пішак · a6 чорний пішак · c6 білий пішак · d6 чорний пішак · e6 чорний король · f6 чорний пішак · a5 чорна тура · d5 чорний кінь · f5 чорний пішак · g5 білий слон · b4 чорний пішак · c4 чорний кінь · d4 білий ферзь · f4 білий пішак · g4 білий пішак · b3 білий слон · c3 чорний пішак · f3 білий кінь · e2 білий кінь · g1 чорний слон | e8 біла тура · f8 чорний ферзь · a7 білий король · d7 біла тура · e7 чорна тура · f7 чорний пішак · a6 чорний пішак · c6 білий пішак · d6 чорний пішак · e6 чорний король · f6 чорний пішак · a5 чорна тура · d5 чорний кінь · f5 чорний пішак · g5 білий слон · b4 чорний пішак · c4 чорний кінь · d4 білий ферзь · f4 білий пішак · g4 білий пішак · b3 білий слон · c3 чорний пішак · f3 білий кінь · e2 білий кінь · g1 чорний слон | e8 біла тура · f8 чорний ферзь · a7 білий король · d7 біла тура · e7 чорна тура · f7 чорний пішак · a6 чорний пішак · c6 білий пішак · d6 чорний пішак · e6 чорний король · f6 чорний пішак · a5 чорна тура · d5 чорний кінь · f5 чорний пішак · g5 білий слон · b4 чорний пішак · c4 чорний кінь · d4 білий ферзь · f4 білий пішак · g4 білий пішак · b3 білий слон · c3 чорний пішак · f3 білий кінь · e2 білий кінь · g1 чорний слон | e8 біла тура · f8 чорний ферзь · a7 білий король · d7 біла тура · e7 чорна тура · f7 чорний пішак · a6 чорний пішак · c6 білий пішак · d6 чорний пішак · e6 чорний король · f6 чорний пішак · a5 чорна тура · d5 чорний кінь · f5 чорний пішак · g5 білий слон · b4 чорний пішак · c4 чорний кінь · d4 білий ферзь · f4 білий пішак · g4 білий пішак · b3 білий слон · c3 чорний пішак · f3 білий кінь · e2 білий кінь · g1 чорний слон | e8 біла тура · f8 чорний ферзь · a7 білий король · d7 біла тура · e7 чорна тура · f7 чорний пішак · a6 чорний пішак · c6 білий пішак · d6 чорний пішак · e6 чорний король · f6 чорний пішак · a5 чорна тура · d5 чорний кінь · f5 чорний пішак · g5 білий слон · b4 чорний пішак · c4 чорний кінь · d4 білий ферзь · f4 білий пішак · g4 білий пішак · b3 білий слон · c3 чорний пішак · f3 білий кінь · e2 білий кінь · g1 чорний слон | e8 біла тура · f8 чорний ферзь · a7 білий король · d7 біла тура · e7 чорна тура · f7 чорний пішак · a6 чорний пішак · c6 білий пішак · d6 чорний пішак · e6 чорний король · f6 чорний пішак · a5 чорна тура · d5 чорний кінь · f5 чорний пішак · g5 білий слон · b4 чорний пішак · c4 чорний кінь · d4 білий ферзь · f4 білий пішак · g4 білий пішак · b3 білий слон · c3 чорний пішак · f3 білий кінь · e2 білий кінь · g1 чорний слон | 1 |
|   | a | b | c | d | e | f | g | h |   |

FEN: 4Rq2/K2Rrp2/p1Ppkp2/r2n1pB1/1pnQ1PP1/1Bp2N2/4N3/6b1
1. Sh4! ~ 2. gf5#
1. ... Sce3 2. Qxf6#
1. ... Sde3 2. Qxd6#
1. ... Sc7   2. Rxd6#
- — - — - — -
1. ... Bxd4+ 2. Sxd4#
В початковій позиції два чорних коня стоять в пів-зв'язці, в білих тура і ферзь зв'язані. Після вступного ходу в захистах від загрози в перших двох тематичних варіантах по черзі чорні коні розв'язують ферзя, другий кінь зв'язується і виникають мати ферзем на цю зв'язку. В третьому тематичному варіанті чорний кінь розв'язує білу туру, яка оголошує мат на зв'язку коня. 
|   | a | b | c | d | e | f | g | h |   |
| 8 | b8 білий слон · f8 чорний слон · a7 білий кінь · c7 чорний кінь · d7 білий король · h7 чорний пішак · c6 біла тура · d6 чорний кінь · f6 чорний пішак · e5 чорний король · a4 чорний слон · c4 білий пішак · g4 білий ферзь · c3 білий пішак · d3 білий слон · e3 білий кінь · g3 білий пішак · h3 чорний ферзь · c2 білий пішак · d2 білий пішак | b8 білий слон · f8 чорний слон · a7 білий кінь · c7 чорний кінь · d7 білий король · h7 чорний пішак · c6 біла тура · d6 чорний кінь · f6 чорний пішак · e5 чорний король · a4 чорний слон · c4 білий пішак · g4 білий ферзь · c3 білий пішак · d3 білий слон · e3 білий кінь · g3 білий пішак · h3 чорний ферзь · c2 білий пішак · d2 білий пішак | b8 білий слон · f8 чорний слон · a7 білий кінь · c7 чорний кінь · d7 білий король · h7 чорний пішак · c6 біла тура · d6 чорний кінь · f6 чорний пішак · e5 чорний король · a4 чорний слон · c4 білий пішак · g4 білий ферзь · c3 білий пішак · d3 білий слон · e3 білий кінь · g3 білий пішак · h3 чорний ферзь · c2 білий пішак · d2 білий пішак | b8 білий слон · f8 чорний слон · a7 білий кінь · c7 чорний кінь · d7 білий король · h7 чорний пішак · c6 біла тура · d6 чорний кінь · f6 чорний пішак · e5 чорний король · a4 чорний слон · c4 білий пішак · g4 білий ферзь · c3 білий пішак · d3 білий слон · e3 білий кінь · g3 білий пішак · h3 чорний ферзь · c2 білий пішак · d2 білий пішак | b8 білий слон · f8 чорний слон · a7 білий кінь · c7 чорний кінь · d7 білий король · h7 чорний пішак · c6 біла тура · d6 чорний кінь · f6 чорний пішак · e5 чорний король · a4 чорний слон · c4 білий пішак · g4 білий ферзь · c3 білий пішак · d3 білий слон · e3 білий кінь · g3 білий пішак · h3 чорний ферзь · c2 білий пішак · d2 білий пішак | b8 білий слон · f8 чорний слон · a7 білий кінь · c7 чорний кінь · d7 білий король · h7 чорний пішак · c6 біла тура · d6 чорний кінь · f6 чорний пішак · e5 чорний король · a4 чорний слон · c4 білий пішак · g4 білий ферзь · c3 білий пішак · d3 білий слон · e3 білий кінь · g3 білий пішак · h3 чорний ферзь · c2 білий пішак · d2 білий пішак | b8 білий слон · f8 чорний слон · a7 білий кінь · c7 чорний кінь · d7 білий король · h7 чорний пішак · c6 біла тура · d6 чорний кінь · f6 чорний пішак · e5 чорний король · a4 чорний слон · c4 білий пішак · g4 білий ферзь · c3 білий пішак · d3 білий слон · e3 білий кінь · g3 білий пішак · h3 чорний ферзь · c2 білий пішак · d2 білий пішак | b8 білий слон · f8 чорний слон · a7 білий кінь · c7 чорний кінь · d7 білий король · h7 чорний пішак · c6 біла тура · d6 чорний кінь · f6 чорний пішак · e5 чорний король · a4 чорний слон · c4 білий пішак · g4 білий ферзь · c3 білий пішак · d3 білий слон · e3 білий кінь · g3 білий пішак · h3 чорний ферзь · c2 білий пішак · d2 білий пішак | 8 |
| 7 | b8 білий слон · f8 чорний слон · a7 білий кінь · c7 чорний кінь · d7 білий король · h7 чорний пішак · c6 біла тура · d6 чорний кінь · f6 чорний пішак · e5 чорний король · a4 чорний слон · c4 білий пішак · g4 білий ферзь · c3 білий пішак · d3 білий слон · e3 білий кінь · g3 білий пішак · h3 чорний ферзь · c2 білий пішак · d2 білий пішак | b8 білий слон · f8 чорний слон · a7 білий кінь · c7 чорний кінь · d7 білий король · h7 чорний пішак · c6 біла тура · d6 чорний кінь · f6 чорний пішак · e5 чорний король · a4 чорний слон · c4 білий пішак · g4 білий ферзь · c3 білий пішак · d3 білий слон · e3 білий кінь · g3 білий пішак · h3 чорний ферзь · c2 білий пішак · d2 білий пішак | b8 білий слон · f8 чорний слон · a7 білий кінь · c7 чорний кінь · d7 білий король · h7 чорний пішак · c6 біла тура · d6 чорний кінь · f6 чорний пішак · e5 чорний король · a4 чорний слон · c4 білий пішак · g4 білий ферзь · c3 білий пішак · d3 білий слон · e3 білий кінь · g3 білий пішак · h3 чорний ферзь · c2 білий пішак · d2 білий пішак | b8 білий слон · f8 чорний слон · a7 білий кінь · c7 чорний кінь · d7 білий король · h7 чорний пішак · c6 біла тура · d6 чорний кінь · f6 чорний пішак · e5 чорний король · a4 чорний слон · c4 білий пішак · g4 білий ферзь · c3 білий пішак · d3 білий слон · e3 білий кінь · g3 білий пішак · h3 чорний ферзь · c2 білий пішак · d2 білий пішак | b8 білий слон · f8 чорний слон · a7 білий кінь · c7 чорний кінь · d7 білий король · h7 чорний пішак · c6 біла тура · d6 чорний кінь · f6 чорний пішак · e5 чорний король · a4 чорний слон · c4 білий пішак · g4 білий ферзь · c3 білий пішак · d3 білий слон · e3 білий кінь · g3 білий пішак · h3 чорний ферзь · c2 білий пішак · d2 білий пішак | b8 білий слон · f8 чорний слон · a7 білий кінь · c7 чорний кінь · d7 білий король · h7 чорний пішак · c6 біла тура · d6 чорний кінь · f6 чорний пішак · e5 чорний король · a4 чорний слон · c4 білий пішак · g4 білий ферзь · c3 білий пішак · d3 білий слон · e3 білий кінь · g3 білий пішак · h3 чорний ферзь · c2 білий пішак · d2 білий пішак | b8 білий слон · f8 чорний слон · a7 білий кінь · c7 чорний кінь · d7 білий король · h7 чорний пішак · c6 біла тура · d6 чорний кінь · f6 чорний пішак · e5 чорний король · a4 чорний слон · c4 білий пішак · g4 білий ферзь · c3 білий пішак · d3 білий слон · e3 білий кінь · g3 білий пішак · h3 чорний ферзь · c2 білий пішак · d2 білий пішак | b8 білий слон · f8 чорний слон · a7 білий кінь · c7 чорний кінь · d7 білий король · h7 чорний пішак · c6 біла тура · d6 чорний кінь · f6 чорний пішак · e5 чорний король · a4 чорний слон · c4 білий пішак · g4 білий ферзь · c3 білий пішак · d3 білий слон · e3 білий кінь · g3 білий пішак · h3 чорний ферзь · c2 білий пішак · d2 білий пішак | 7 |
| 6 | b8 білий слон · f8 чорний слон · a7 білий кінь · c7 чорний кінь · d7 білий король · h7 чорний пішак · c6 біла тура · d6 чорний кінь · f6 чорний пішак · e5 чорний король · a4 чорний слон · c4 білий пішак · g4 білий ферзь · c3 білий пішак · d3 білий слон · e3 білий кінь · g3 білий пішак · h3 чорний ферзь · c2 білий пішак · d2 білий пішак | b8 білий слон · f8 чорний слон · a7 білий кінь · c7 чорний кінь · d7 білий король · h7 чорний пішак · c6 біла тура · d6 чорний кінь · f6 чорний пішак · e5 чорний король · a4 чорний слон · c4 білий пішак · g4 білий ферзь · c3 білий пішак · d3 білий слон · e3 білий кінь · g3 білий пішак · h3 чорний ферзь · c2 білий пішак · d2 білий пішак | b8 білий слон · f8 чорний слон · a7 білий кінь · c7 чорний кінь · d7 білий король · h7 чорний пішак · c6 біла тура · d6 чорний кінь · f6 чорний пішак · e5 чорний король · a4 чорний слон · c4 білий пішак · g4 білий ферзь · c3 білий пішак · d3 білий слон · e3 білий кінь · g3 білий пішак · h3 чорний ферзь · c2 білий пішак · d2 білий пішак | b8 білий слон · f8 чорний слон · a7 білий кінь · c7 чорний кінь · d7 білий король · h7 чорний пішак · c6 біла тура · d6 чорний кінь · f6 чорний пішак · e5 чорний король · a4 чорний слон · c4 білий пішак · g4 білий ферзь · c3 білий пішак · d3 білий слон · e3 білий кінь · g3 білий пішак · h3 чорний ферзь · c2 білий пішак · d2 білий пішак | b8 білий слон · f8 чорний слон · a7 білий кінь · c7 чорний кінь · d7 білий король · h7 чорний пішак · c6 біла тура · d6 чорний кінь · f6 чорний пішак · e5 чорний король · a4 чорний слон · c4 білий пішак · g4 білий ферзь · c3 білий пішак · d3 білий слон · e3 білий кінь · g3 білий пішак · h3 чорний ферзь · c2 білий пішак · d2 білий пішак | b8 білий слон · f8 чорний слон · a7 білий кінь · c7 чорний кінь · d7 білий король · h7 чорний пішак · c6 біла тура · d6 чорний кінь · f6 чорний пішак · e5 чорний король · a4 чорний слон · c4 білий пішак · g4 білий ферзь · c3 білий пішак · d3 білий слон · e3 білий кінь · g3 білий пішак · h3 чорний ферзь · c2 білий пішак · d2 білий пішак | b8 білий слон · f8 чорний слон · a7 білий кінь · c7 чорний кінь · d7 білий король · h7 чорний пішак · c6 біла тура · d6 чорний кінь · f6 чорний пішак · e5 чорний король · a4 чорний слон · c4 білий пішак · g4 білий ферзь · c3 білий пішак · d3 білий слон · e3 білий кінь · g3 білий пішак · h3 чорний ферзь · c2 білий пішак · d2 білий пішак | b8 білий слон · f8 чорний слон · a7 білий кінь · c7 чорний кінь · d7 білий король · h7 чорний пішак · c6 біла тура · d6 чорний кінь · f6 чорний пішак · e5 чорний король · a4 чорний слон · c4 білий пішак · g4 білий ферзь · c3 білий пішак · d3 білий слон · e3 білий кінь · g3 білий пішак · h3 чорний ферзь · c2 білий пішак · d2 білий пішак | 6 |
| 5 | b8 білий слон · f8 чорний слон · a7 білий кінь · c7 чорний кінь · d7 білий король · h7 чорний пішак · c6 біла тура · d6 чорний кінь · f6 чорний пішак · e5 чорний король · a4 чорний слон · c4 білий пішак · g4 білий ферзь · c3 білий пішак · d3 білий слон · e3 білий кінь · g3 білий пішак · h3 чорний ферзь · c2 білий пішак · d2 білий пішак | b8 білий слон · f8 чорний слон · a7 білий кінь · c7 чорний кінь · d7 білий король · h7 чорний пішак · c6 біла тура · d6 чорний кінь · f6 чорний пішак · e5 чорний король · a4 чорний слон · c4 білий пішак · g4 білий ферзь · c3 білий пішак · d3 білий слон · e3 білий кінь · g3 білий пішак · h3 чорний ферзь · c2 білий пішак · d2 білий пішак | b8 білий слон · f8 чорний слон · a7 білий кінь · c7 чорний кінь · d7 білий король · h7 чорний пішак · c6 біла тура · d6 чорний кінь · f6 чорний пішак · e5 чорний король · a4 чорний слон · c4 білий пішак · g4 білий ферзь · c3 білий пішак · d3 білий слон · e3 білий кінь · g3 білий пішак · h3 чорний ферзь · c2 білий пішак · d2 білий пішак | b8 білий слон · f8 чорний слон · a7 білий кінь · c7 чорний кінь · d7 білий король · h7 чорний пішак · c6 біла тура · d6 чорний кінь · f6 чорний пішак · e5 чорний король · a4 чорний слон · c4 білий пішак · g4 білий ферзь · c3 білий пішак · d3 білий слон · e3 білий кінь · g3 білий пішак · h3 чорний ферзь · c2 білий пішак · d2 білий пішак | b8 білий слон · f8 чорний слон · a7 білий кінь · c7 чорний кінь · d7 білий король · h7 чорний пішак · c6 біла тура · d6 чорний кінь · f6 чорний пішак · e5 чорний король · a4 чорний слон · c4 білий пішак · g4 білий ферзь · c3 білий пішак · d3 білий слон · e3 білий кінь · g3 білий пішак · h3 чорний ферзь · c2 білий пішак · d2 білий пішак | b8 білий слон · f8 чорний слон · a7 білий кінь · c7 чорний кінь · d7 білий король · h7 чорний пішак · c6 біла тура · d6 чорний кінь · f6 чорний пішак · e5 чорний король · a4 чорний слон · c4 білий пішак · g4 білий ферзь · c3 білий пішак · d3 білий слон · e3 білий кінь · g3 білий пішак · h3 чорний ферзь · c2 білий пішак · d2 білий пішак | b8 білий слон · f8 чорний слон · a7 білий кінь · c7 чорний кінь · d7 білий король · h7 чорний пішак · c6 біла тура · d6 чорний кінь · f6 чорний пішак · e5 чорний король · a4 чорний слон · c4 білий пішак · g4 білий ферзь · c3 білий пішак · d3 білий слон · e3 білий кінь · g3 білий пішак · h3 чорний ферзь · c2 білий пішак · d2 білий пішак | b8 білий слон · f8 чорний слон · a7 білий кінь · c7 чорний кінь · d7 білий король · h7 чорний пішак · c6 біла тура · d6 чорний кінь · f6 чорний пішак · e5 чорний король · a4 чорний слон · c4 білий пішак · g4 білий ферзь · c3 білий пішак · d3 білий слон · e3 білий кінь · g3 білий пішак · h3 чорний ферзь · c2 білий пішак · d2 білий пішак | 5 |
| 4 | b8 білий слон · f8 чорний слон · a7 білий кінь · c7 чорний кінь · d7 білий король · h7 чорний пішак · c6 біла тура · d6 чорний кінь · f6 чорний пішак · e5 чорний король · a4 чорний слон · c4 білий пішак · g4 білий ферзь · c3 білий пішак · d3 білий слон · e3 білий кінь · g3 білий пішак · h3 чорний ферзь · c2 білий пішак · d2 білий пішак | b8 білий слон · f8 чорний слон · a7 білий кінь · c7 чорний кінь · d7 білий король · h7 чорний пішак · c6 біла тура · d6 чорний кінь · f6 чорний пішак · e5 чорний король · a4 чорний слон · c4 білий пішак · g4 білий ферзь · c3 білий пішак · d3 білий слон · e3 білий кінь · g3 білий пішак · h3 чорний ферзь · c2 білий пішак · d2 білий пішак | b8 білий слон · f8 чорний слон · a7 білий кінь · c7 чорний кінь · d7 білий король · h7 чорний пішак · c6 біла тура · d6 чорний кінь · f6 чорний пішак · e5 чорний король · a4 чорний слон · c4 білий пішак · g4 білий ферзь · c3 білий пішак · d3 білий слон · e3 білий кінь · g3 білий пішак · h3 чорний ферзь · c2 білий пішак · d2 білий пішак | b8 білий слон · f8 чорний слон · a7 білий кінь · c7 чорний кінь · d7 білий король · h7 чорний пішак · c6 біла тура · d6 чорний кінь · f6 чорний пішак · e5 чорний король · a4 чорний слон · c4 білий пішак · g4 білий ферзь · c3 білий пішак · d3 білий слон · e3 білий кінь · g3 білий пішак · h3 чорний ферзь · c2 білий пішак · d2 білий пішак | b8 білий слон · f8 чорний слон · a7 білий кінь · c7 чорний кінь · d7 білий король · h7 чорний пішак · c6 біла тура · d6 чорний кінь · f6 чорний пішак · e5 чорний король · a4 чорний слон · c4 білий пішак · g4 білий ферзь · c3 білий пішак · d3 білий слон · e3 білий кінь · g3 білий пішак · h3 чорний ферзь · c2 білий пішак · d2 білий пішак | b8 білий слон · f8 чорний слон · a7 білий кінь · c7 чорний кінь · d7 білий король · h7 чорний пішак · c6 біла тура · d6 чорний кінь · f6 чорний пішак · e5 чорний король · a4 чорний слон · c4 білий пішак · g4 білий ферзь · c3 білий пішак · d3 білий слон · e3 білий кінь · g3 білий пішак · h3 чорний ферзь · c2 білий пішак · d2 білий пішак | b8 білий слон · f8 чорний слон · a7 білий кінь · c7 чорний кінь · d7 білий король · h7 чорний пішак · c6 біла тура · d6 чорний кінь · f6 чорний пішак · e5 чорний король · a4 чорний слон · c4 білий пішак · g4 білий ферзь · c3 білий пішак · d3 білий слон · e3 білий кінь · g3 білий пішак · h3 чорний ферзь · c2 білий пішак · d2 білий пішак | b8 білий слон · f8 чорний слон · a7 білий кінь · c7 чорний кінь · d7 білий король · h7 чорний пішак · c6 біла тура · d6 чорний кінь · f6 чорний пішак · e5 чорний король · a4 чорний слон · c4 білий пішак · g4 білий ферзь · c3 білий пішак · d3 білий слон · e3 білий кінь · g3 білий пішак · h3 чорний ферзь · c2 білий пішак · d2 білий пішак | 4 |
| 3 | b8 білий слон · f8 чорний слон · a7 білий кінь · c7 чорний кінь · d7 білий король · h7 чорний пішак · c6 біла тура · d6 чорний кінь · f6 чорний пішак · e5 чорний король · a4 чорний слон · c4 білий пішак · g4 білий ферзь · c3 білий пішак · d3 білий слон · e3 білий кінь · g3 білий пішак · h3 чорний ферзь · c2 білий пішак · d2 білий пішак | b8 білий слон · f8 чорний слон · a7 білий кінь · c7 чорний кінь · d7 білий король · h7 чорний пішак · c6 біла тура · d6 чорний кінь · f6 чорний пішак · e5 чорний король · a4 чорний слон · c4 білий пішак · g4 білий ферзь · c3 білий пішак · d3 білий слон · e3 білий кінь · g3 білий пішак · h3 чорний ферзь · c2 білий пішак · d2 білий пішак | b8 білий слон · f8 чорний слон · a7 білий кінь · c7 чорний кінь · d7 білий король · h7 чорний пішак · c6 біла тура · d6 чорний кінь · f6 чорний пішак · e5 чорний король · a4 чорний слон · c4 білий пішак · g4 білий ферзь · c3 білий пішак · d3 білий слон · e3 білий кінь · g3 білий пішак · h3 чорний ферзь · c2 білий пішак · d2 білий пішак | b8 білий слон · f8 чорний слон · a7 білий кінь · c7 чорний кінь · d7 білий король · h7 чорний пішак · c6 біла тура · d6 чорний кінь · f6 чорний пішак · e5 чорний король · a4 чорний слон · c4 білий пішак · g4 білий ферзь · c3 білий пішак · d3 білий слон · e3 білий кінь · g3 білий пішак · h3 чорний ферзь · c2 білий пішак · d2 білий пішак | b8 білий слон · f8 чорний слон · a7 білий кінь · c7 чорний кінь · d7 білий король · h7 чорний пішак · c6 біла тура · d6 чорний кінь · f6 чорний пішак · e5 чорний король · a4 чорний слон · c4 білий пішак · g4 білий ферзь · c3 білий пішак · d3 білий слон · e3 білий кінь · g3 білий пішак · h3 чорний ферзь · c2 білий пішак · d2 білий пішак | b8 білий слон · f8 чорний слон · a7 білий кінь · c7 чорний кінь · d7 білий король · h7 чорний пішак · c6 біла тура · d6 чорний кінь · f6 чорний пішак · e5 чорний король · a4 чорний слон · c4 білий пішак · g4 білий ферзь · c3 білий пішак · d3 білий слон · e3 білий кінь · g3 білий пішак · h3 чорний ферзь · c2 білий пішак · d2 білий пішак | b8 білий слон · f8 чорний слон · a7 білий кінь · c7 чорний кінь · d7 білий король · h7 чорний пішак · c6 біла тура · d6 чорний кінь · f6 чорний пішак · e5 чорний король · a4 чорний слон · c4 білий пішак · g4 білий ферзь · c3 білий пішак · d3 білий слон · e3 білий кінь · g3 білий пішак · h3 чорний ферзь · c2 білий пішак · d2 білий пішак | b8 білий слон · f8 чорний слон · a7 білий кінь · c7 чорний кінь · d7 білий король · h7 чорний пішак · c6 біла тура · d6 чорний кінь · f6 чорний пішак · e5 чорний король · a4 чорний слон · c4 білий пішак · g4 білий ферзь · c3 білий пішак · d3 білий слон · e3 білий кінь · g3 білий пішак · h3 чорний ферзь · c2 білий пішак · d2 білий пішак | 3 |
| 2 | b8 білий слон · f8 чорний слон · a7 білий кінь · c7 чорний кінь · d7 білий король · h7 чорний пішак · c6 біла тура · d6 чорний кінь · f6 чорний пішак · e5 чорний король · a4 чорний слон · c4 білий пішак · g4 білий ферзь · c3 білий пішак · d3 білий слон · e3 білий кінь · g3 білий пішак · h3 чорний ферзь · c2 білий пішак · d2 білий пішак | b8 білий слон · f8 чорний слон · a7 білий кінь · c7 чорний кінь · d7 білий король · h7 чорний пішак · c6 біла тура · d6 чорний кінь · f6 чорний пішак · e5 чорний король · a4 чорний слон · c4 білий пішак · g4 білий ферзь · c3 білий пішак · d3 білий слон · e3 білий кінь · g3 білий пішак · h3 чорний ферзь · c2 білий пішак · d2 білий пішак | b8 білий слон · f8 чорний слон · a7 білий кінь · c7 чорний кінь · d7 білий король · h7 чорний пішак · c6 біла тура · d6 чорний кінь · f6 чорний пішак · e5 чорний король · a4 чорний слон · c4 білий пішак · g4 білий ферзь · c3 білий пішак · d3 білий слон · e3 білий кінь · g3 білий пішак · h3 чорний ферзь · c2 білий пішак · d2 білий пішак | b8 білий слон · f8 чорний слон · a7 білий кінь · c7 чорний кінь · d7 білий король · h7 чорний пішак · c6 біла тура · d6 чорний кінь · f6 чорний пішак · e5 чорний король · a4 чорний слон · c4 білий пішак · g4 білий ферзь · c3 білий пішак · d3 білий слон · e3 білий кінь · g3 білий пішак · h3 чорний ферзь · c2 білий пішак · d2 білий пішак | b8 білий слон · f8 чорний слон · a7 білий кінь · c7 чорний кінь · d7 білий король · h7 чорний пішак · c6 біла тура · d6 чорний кінь · f6 чорний пішак · e5 чорний король · a4 чорний слон · c4 білий пішак · g4 білий ферзь · c3 білий пішак · d3 білий слон · e3 білий кінь · g3 білий пішак · h3 чорний ферзь · c2 білий пішак · d2 білий пішак | b8 білий слон · f8 чорний слон · a7 білий кінь · c7 чорний кінь · d7 білий король · h7 чорний пішак · c6 біла тура · d6 чорний кінь · f6 чорний пішак · e5 чорний король · a4 чорний слон · c4 білий пішак · g4 білий ферзь · c3 білий пішак · d3 білий слон · e3 білий кінь · g3 білий пішак · h3 чорний ферзь · c2 білий пішак · d2 білий пішак | b8 білий слон · f8 чорний слон · a7 білий кінь · c7 чорний кінь · d7 білий король · h7 чорний пішак · c6 біла тура · d6 чорний кінь · f6 чорний пішак · e5 чорний король · a4 чорний слон · c4 білий пішак · g4 білий ферзь · c3 білий пішак · d3 білий слон · e3 білий кінь · g3 білий пішак · h3 чорний ферзь · c2 білий пішак · d2 білий пішак | b8 білий слон · f8 чорний слон · a7 білий кінь · c7 чорний кінь · d7 білий король · h7 чорний пішак · c6 біла тура · d6 чорний кінь · f6 чорний пішак · e5 чорний король · a4 чорний слон · c4 білий пішак · g4 білий ферзь · c3 білий пішак · d3 білий слон · e3 білий кінь · g3 білий пішак · h3 чорний ферзь · c2 білий пішак · d2 білий пішак | 2 |
| 1 | b8 білий слон · f8 чорний слон · a7 білий кінь · c7 чорний кінь · d7 білий король · h7 чорний пішак · c6 біла тура · d6 чорний кінь · f6 чорний пішак · e5 чорний король · a4 чорний слон · c4 білий пішак · g4 білий ферзь · c3 білий пішак · d3 білий слон · e3 білий кінь · g3 білий пішак · h3 чорний ферзь · c2 білий пішак · d2 білий пішак | b8 білий слон · f8 чорний слон · a7 білий кінь · c7 чорний кінь · d7 білий король · h7 чорний пішак · c6 біла тура · d6 чорний кінь · f6 чорний пішак · e5 чорний король · a4 чорний слон · c4 білий пішак · g4 білий ферзь · c3 білий пішак · d3 білий слон · e3 білий кінь · g3 білий пішак · h3 чорний ферзь · c2 білий пішак · d2 білий пішак | b8 білий слон · f8 чорний слон · a7 білий кінь · c7 чорний кінь · d7 білий король · h7 чорний пішак · c6 біла тура · d6 чорний кінь · f6 чорний пішак · e5 чорний король · a4 чорний слон · c4 білий пішак · g4 білий ферзь · c3 білий пішак · d3 білий слон · e3 білий кінь · g3 білий пішак · h3 чорний ферзь · c2 білий пішак · d2 білий пішак | b8 білий слон · f8 чорний слон · a7 білий кінь · c7 чорний кінь · d7 білий король · h7 чорний пішак · c6 біла тура · d6 чорний кінь · f6 чорний пішак · e5 чорний король · a4 чорний слон · c4 білий пішак · g4 білий ферзь · c3 білий пішак · d3 білий слон · e3 білий кінь · g3 білий пішак · h3 чорний ферзь · c2 білий пішак · d2 білий пішак | b8 білий слон · f8 чорний слон · a7 білий кінь · c7 чорний кінь · d7 білий король · h7 чорний пішак · c6 біла тура · d6 чорний кінь · f6 чорний пішак · e5 чорний король · a4 чорний слон · c4 білий пішак · g4 білий ферзь · c3 білий пішак · d3 білий слон · e3 білий кінь · g3 білий пішак · h3 чорний ферзь · c2 білий пішак · d2 білий пішак | b8 білий слон · f8 чорний слон · a7 білий кінь · c7 чорний кінь · d7 білий король · h7 чорний пішак · c6 біла тура · d6 чорний кінь · f6 чорний пішак · e5 чорний король · a4 чорний слон · c4 білий пішак · g4 білий ферзь · c3 білий пішак · d3 білий слон · e3 білий кінь · g3 білий пішак · h3 чорний ферзь · c2 білий пішак · d2 білий пішак | b8 білий слон · f8 чорний слон · a7 білий кінь · c7 чорний кінь · d7 білий король · h7 чорний пішак · c6 біла тура · d6 чорний кінь · f6 чорний пішак · e5 чорний король · a4 чорний слон · c4 білий пішак · g4 білий ферзь · c3 білий пішак · d3 білий слон · e3 білий кінь · g3 білий пішак · h3 чорний ферзь · c2 білий пішак · d2 білий пішак | b8 білий слон · f8 чорний слон · a7 білий кінь · c7 чорний кінь · d7 білий король · h7 чорний пішак · c6 біла тура · d6 чорний кінь · f6 чорний пішак · e5 чорний король · a4 чорний слон · c4 білий пішак · g4 білий ферзь · c3 білий пішак · d3 білий слон · e3 білий кінь · g3 білий пішак · h3 чорний ферзь · c2 білий пішак · d2 білий пішак | 1 |
|   | a | b | c | d | e | f | g | h |   |

FEN: 1B3b2/N1nK3p/2Rn1p2/4k3/b1P3Q1/2PBN1Pq/2PP4/8
1. Bg6! ~ 2. d4#
1. ... Sdb5 2. Re6#
1. ... Se6  2. Qe4#
- — - — - — -
1. ... Qxg4+ 2. Sxg4#,  1. ... f5   2. Qd4#
1. ... Bxc6+ 2. Sxc6#,   1. ... Sf5 2. Qf4#
1. ... Scb5   2. Rc5#
В початковій позиції два чорних коня стоять в пів-зв'язці, в білих тура і ферзь зв'язані. Після вступного ходу в захистах від загрози в одному тематичному варіанті чорний кінь «d6» розв'язує білу туру, другий кінь зв'язується і тура оголошує мат на його зв'язку, аналогічно другий чорний кінь «с7» розв'язує ферзя і проходить та ж гра з матом на зв'язку чорного коня «d6». 